# Kristin Skaslien
Kristin Moen Skaslien (* 18. Januar 1986 in Trondheim) ist eine norwegische Curlerin.

## Karriere
Skaslien begann ihre internationale Karriere bei der Juniorenweltmeisterschaft 2002 als Lead des norwegischen Juniorinnenteams; die Mannschaft kam auf den neunten Platz. 2006 nahm sie zum ersten Mal an der Europameisterschaft teil. Als Ersatzspielerin im Team um Skip Dordi Nordby wurde sie Neunte. Es folgten bislang neun weitere Europameisterschaften, seit 2012 als Skip des norwegischen Damenteams. Die bislang beste Platzierung war ein sechster Platz bei der Europameisterschaft 2010.
2006 war sie auch zum ersten Mal bei der Weltmeisterschaft dabei; es folgten weitere Teilnahmen 2009, 2010, 2011 und 2015. Am besten schnitt sie 2006 mit dem siebten Platz ab.
2013 spielte sie erstmals zusammen mit Magnus Nedregotten bei der Mixed-Doubles-Weltmeisterschaft; die beiden wurden Vierter. Bei der Mixed-Doubles-Weltmeisterschaft 2014 kam sie auf den fünften Platz. Außerdem spielte sie in dem Jahr auch als Third im norwegischen Mixed-Team unter Steffen Walstad bei der Mixed-Europameisterschaft. Die Norweger zogen in das Finale ein, mussten sich dort aber den Schweden mit Skip Patric Mabergs geschlagen geben. Bei der Mixed-Doubles-Weltmeisterschaft 2015 gewann sie mit Magnus Nedregotten die Bronzemedaille. 2016 kam das norwegische Duo auf den neunten Platz und 2017 auf den fünften Platz.
Kristin Skaslien spielte zusammen mit Magnus Nedregotten für Norwegen beim erstmals ausgetragenen Mixed-Doubles-Wettbewerb bei den Olympischen Winterspielen 2018. Die beiden lagen nach der Round Robin auf einem geteilten vierten Platz und mussten gegen China einen Tie-Breaker um den Einzug in das Halbfinale spielen. Die Norweger gewannen das Spiel gegen Ba Dexin und Wang Rui mit 9:7. Im Halbfinale unterlagen sie Kanada (Kaitlyn Lawes und John Morris) mit 4:8 und im Spiel um Platz drei mussten sie sich den Russen Anastassija Brysgalowa und Alexander Kruschelnizki mit 4:8 geschlagen geben, sodass sie in der Endwertung auf den vierten Platz kamen. Nachdem Kruschelnizki wegen Dopings disqualifiziert wurde, wurde Skaslien und Nedregotten am 24. Februar 2018 nachträglich die Bronzemedaille verliehen.

## Privatleben
Skaslien hat ein Logistik-Studium an der Hochschule Oslo und Akershus abgeschlossen und an der Trondheim Business School einen Master in Technologiemanagement erworben. Sie ist mit ihrem Mixed-Doubles Curling-Partner Magnus Nedregotten verheiratet.